# بارتوش فرانكوفسكي
بارتوش فرانكوفسكي (بالإنجليزية: Bartosz Frankowski) هو حكم كرة قدم بولندي، مواليد 23 سبتمبر 1986، يُدير مباريات الدوري البولندي الممتاز. وهو حكم معتمد لدى الاتحاد الدولي لكرة القدم (الفيفا) منذ عام 2014، ويُصنّف حكمًا من الفئة الأولى في الاتحاد الأوروبي لكرة القدم.